# Francesco Pisani
Francesco kardinal Pisani, italijanski rimskokatoliški duhovnik, škof in kardinal, * ?, † 28. junij 1570.

## Življenjepis
1. julija 1517 je bil povzdignjen v kardinala.
8. avgusta 1524 je bil imenovan za škofa Padove; 5. maja 1527 je prejel škofovsko posvečenje. Iz tega položaja je odstopil leta 1555.
Pozneje je bil imenovan še za: škofa Albana (29. maj 1555), škofa Frascatija (20. september 1557), škofa Porte e Santa Rufina (18. maj 1562) in škofa Ostie (28. junij 1570).